# 道の駅津島やすらぎの里
道の駅津島やすらぎの里（みちのえき つしまやすらぎのさと）は、愛媛県宇和島市津島町にある愛媛県道4号宿毛津島線の道の駅。
宇和島市により「道の駅津島熱田温泉」として再整備事業が行われており、2023年10月より長期休業中である（産直市「てんやわんや市」は、やすらぎの里下段駐車場で開催している。）。

## 概要
2002年（平成14年）4月14日、旧津島町が日帰り温泉施設の熱田温泉（あつたおんせん）を核に特産品販売などの施設を整備して、地域住民の健康増進・交流拠点・津島やすらぎの里としてオープンした。
県道4号と国道56号、宇和島道路・津島高田インターチェンジが近接する場所に位置しており、2014年（平成26年）4月4日に道の駅に登録。同年4月25日に登録証伝達式が行なわれて、道の駅としての営業を開始した。
開設されていた温泉施設については、漏水などの施設不具合の問題に加えて、新型コロナウイルスの影響による利用者減により、2020年10月31日をもって休止となっている。
宇和島市による津島やすらぎの里再整備基本計画が策定されており、温浴施設やレストランを初めとするすべての施設を建替新築する予定である。2024年7月に着工し、2026年3月オープン予定であったが入札が不調で延期されることになった。

## 施設
- 駐車場
  - 普通車：60台
  - 大型車：7台
  - バリアフリー用：2台
- トイレ（いずれも24時間利用可能）
- 物産品販売所:定休日1月1日※営業時間は、8:00 - 18:00
- 和・洋会議室
- 温泉（現在長期休止中）
- プール（現在長期休止中）
- レストラン（現在長期休止中）
- 大ホール（現在長期休止中）
- 屋外交流広場（現在使用中止）
- ドッグラン（現在使用中止）
- 津島平安太鼓を保管する倉庫[10]

## 休館日
第1、3月曜日

## アクセス
- 愛媛県道4号宿毛津島線 - 登録路線
- 宇和島道路 津島高田インターチェンジ

## 周辺
- 南楽園